# Perry (Iowa)
Perry é uma cidade localizada no estado americano de Iowa, no Condado de Dallas.

## Demografia
Segundo o censo americano de 2000, a sua população era de 7633 habitantes.
Em 2006, foi estimada uma população de 8752, um aumento de 1119 (14.7%).

## Geografia
De acordo com o United States Census Bureau tem uma área de
9,6 km², dos quais 9,6 km² cobertos por terra e 0,0 km² cobertos por água. Perry localiza-se a aproximadamente 319 m acima do nível do mar.

## Localidades na vizinhança
O diagrama seguinte representa as localidades num raio de 16 km ao redor de Perry.

## Filho ilustre
Perry é a terra natal do quadrinista Vincent T. Hamlin, criador da personagem Alley Oop.